# Elizabeth Shepherd
Elizabeth Shepherd (* 1977 in Winnipeg) ist eine kanadische Jazzmusikerin (Gesang, Piano) und Singer-Songwriterin, die Allmusic zufolge zeitgenössischen Jazz, Funk, Soul, Samba und Blues für ein immer größer werdendes Publikum kombiniert.

## Leben und Wirken
Shepherd, deren Eltern bei der Heilsarmee tätig waren, wuchs an verschiedenen Orten in Kanada und Frankreich auf. Sie erhielt früh Klavierunterricht. Nach einer Ausbildung an Konservatorien in Kanada und Frankreich, zunächst um Musiktherapeutin zu werden, absolvierte sie ein Jazzpiano-Studium an der McGill University in Montreal.
2004 kehrte Shepherd nach Toronto zurück und arbeitete als Kellnerin in einer Pianobar, wo sie bald als Musikerin mit ihrem Trio tätig wurde. Ihr Debütalbum Start to Move (2006) wurde für den Juno Award nominiert und 2006 von den Hörern von Gilles Peterson auf BBC Radio 1 unter die Top 3 der Jazzalben des Jahres gewählt. Auf ausverkaufte Auftritte im Londoner Jazz Cafe folgte 2007 ein einwöchiger Auftritt im Cotton Club in Tokio. Ihr Nachfolgealbum Parkdale wurde von dem Londoner DJ Nostalgia 77 produziert und enthält Songs über persönliches Wachstum und die Entwicklung eines Viertels im Wandel. Es war 2009 für den Juno Award/Vocal Jazz Album of the Year nominiert und führte zu einem Auftritt als Vorgruppe von Jamie Cullum im Hollywood Bowl an der Seite von Christian McBride. Bei den National Jazz Awards 2009 wurde sie als Jazzsängerin des Jahres nominiert.
Shepherds selbstproduziertes drittes Album Heavy Falls the Night (2010) stand auf der Longlist für den Polaris Music Prize 2010 (es war das erste Jazz-Album überhaupt, das für diese Auszeichnung ausgewählt wurde). 2011 wurde sie bei den Indie Awards als Jazz-Sängerin des Jahres ausgezeichnet. 2012 veröffentlichte sie als ihr viertes Album Rewind, eine Sammlung beliebter Coversongs (es ist von ihrer Schwangerschaft und den ersten Tagen ihrer Mutterschaft geprägt); 2013 wurde es für den Juno Award in der Kategorie „Vocal Jazz“ nominiert. Das Nachfolgealbum The Signal (2014) behandelte so unterschiedliche Themen wie Mutterschaft, Monsanto, Krieg und Klimawandel und wurde wiederum für den Juno Award/Vocal Jazz Album of the Year nominiert. Ihr Album Montreal (2019) ist zugleich ein Multimedia-Projekt, das eine Ode an ihre Heimatstadt und deren reiche Geschichte darstellt; es wurde 2020 für den Award in der Kategorie „Vocal Jazz“ nominiert.
Im Jahr 2020 gründete Shepherd zusammen mit dem in Toronto lebenden Gitarristen Michael Occhipinti das Duo ES:MO, das 2021 sein Album The Weight of Hope vorlegte, das 2022 für den JUNO nominiert wurde. Unter eigenem Namen folgte 2023 ihr siebtes Album Three Things, eine Mischung aus Synthesizer-basierter Electronica mit Jazz. Weiterhin war sie in der Band Babes in Jazzland aktiv.

## Diskographische Hinweise
- Start to Move  (Do Right, 2006, mit Scott Kemp, Colin Kingsmore)
- Parkdale (Do Right, 2008, mit William Sperandei, Mark Hanslip, Reg Schwager, Scott Kemp, Colin Kingsmore, Roman Tome)
- Heavy Falls the Night (Do Right, 2010)
- Rewind (Pinwheel/Linus Entertainment 2012)
- The Signal (Linus, 2014), feat. Lionel Loueke
- Montreal (Pinwheel Music, 2019)
- Three Things (Pinwheel Music, 2023), feat. Jasper Hoiby